# Mokkenburg
Mokkenburg is een bedrijventerrein bij Noordhorn in de gemeente Westerkwartier in de Nederlandse provincie Groningen. Het ligt direct ten zuidwesten van Noordhorn, tussen de spoorlijn Groningen - Leeuwarden en de oude weg Groningen en Leeuwarden. In de jaren 1980 en 1990 heeft de gemeente hier een bedrijventerrein aangelegd.
Het gebied dankt zijn naam aan boerderij Mokkenburg die haar naam weer ontleent aan de mok, een soort zeemeeuw. Deze boerderij ligt aan de oude verbindingsweg naar Noordhornerga waarlangs de Noordhorner schipsloot liep die uitkwam op het Hoendiep. In de jaren 1930 werd de weg door het graven van het Van Starkenborghkanaal verkort tot Noordhornertolhek en in de jaren 1990 werd de spoorwegovergang weggehaald, daardoor loopt de weg nu dood. De Schipsloot is op sommige plekken nog aanwezig langs de weg.
Bij Mokkenburg stond tot 1906 een voor 1832 gebouwde spinnenkopmolen. Deze bemaalde de nabijgelegen 87 hectare grote Groene polder. Hij stond aan de andere zijde van het spoor en werd vervangen door een windmotor die inmiddels ook is weggehaald.

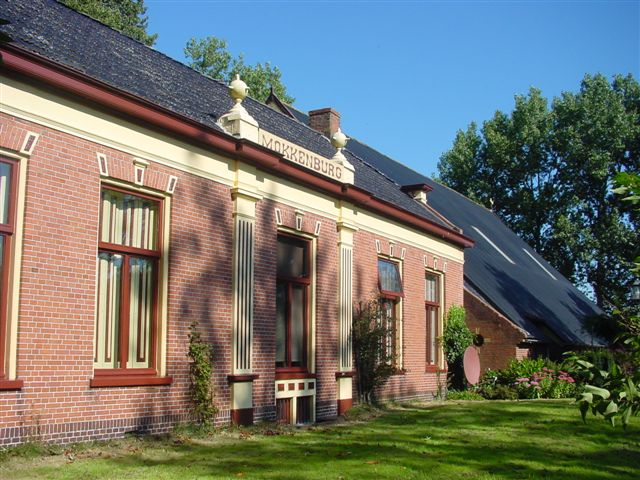
Close-up van de boerderij